# Амбатуципихина
Амбатуципихина (на малгашки: Ambatotsipihina) е община (каоминина) в Мадагаскар, провинция Антанариву, регион Вакинанкарача, окръг Антанифуци. Населението на общината през 2001 година е 21 475 души.